# Heinz Richter (Radsportler)

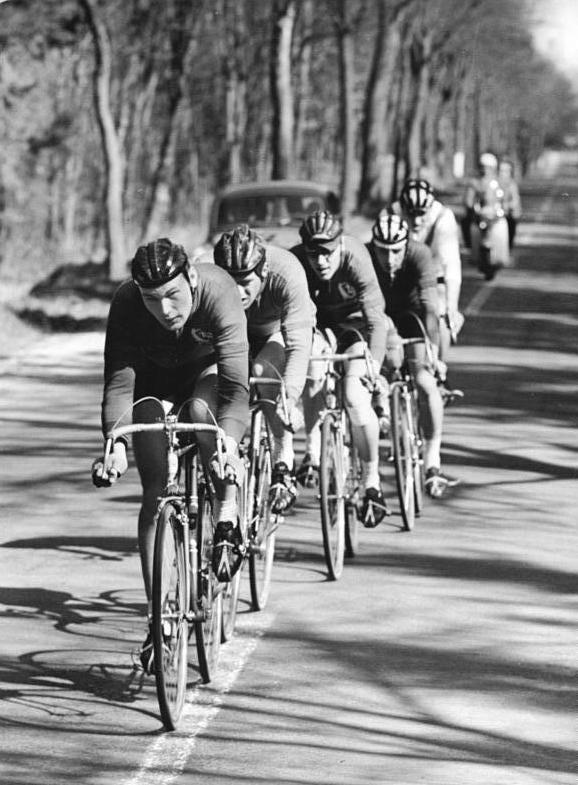
Heinz Richter (vorn) 1967

Heinz Richter (* 24. Juli 1947 in Schlegel) ist ein ehemaliger Radrennfahrer aus der DDR. 1972 gewann er eine olympische Silbermedaille in der Mannschaftsverfolgung.

## Leben
Richter begann als Eishockeyspieler in Zittau und wechselte mit 17 Jahren zum Radsport. Nachdem er 1964 Dritter und 1965 Zweiter der DDR-Jugendmeisterschaft im Einzelstraßenfahren geworden war, wechselte er 1966 zum SC Dynamo Berlin, wo er bei Rolf Nitzsche trainierte, der ursprünglich ebenfalls aus Zittau kam. 1967 gewann Richter drei DDR-Meistertitel: im Zeitfahren über 1000 Meter, in der Einerverfolgung und in der Mannschaftsverfolgung. Alle Titel konnte Richter im darauf folgenden Jahr erfolgreich verteidigen. Bei den Olympischen Sommerspielen 1968 in Mexiko-Stadt schied er mit dem DDR-Vierer in der ersten Runde der Mannschaftsverfolgung aus, im Zeitfahren belegte er den zehnten Platz.
Für die Bahn-Länderauswahl der DDR fuhr Richter 1969 drei Länderkampfe gegen die Niederlande, Italien und die UdSSR in der 4000-m-Mannschaftsverfolgung. Zusammen mit Thomas Huschke, Bernhard Gruner und Bernd Schreiber gewann er alle drei Rennen. Gegen Italien fuhr der DDR-Vierer mit 4:29,4 Minuten neuen deutschen Rekord der DDR sowie Weltjahresbestleistung für Zementbahnen. Am Ende der jeweiligen Vergleiche siegte die DDR 8:7 gegen die Niederlande, 8,5:6,5 gegen Italien und verlor 8,5:9,5 gegen die UdSSR. Im August 1969 startete Richter bei der Bahn-Weltmeisterschaft in Brünn im Wettbewerb der 4000-m-Mannschaftsverfolgung. In der gleichen Besetzung wie bei den vorangegangenen Länderkämpfen (Huschke, H. Richter, Gruner, Schreiber) erreichte die DDR-Mannschaft in der Qualifikation in 4:37,13 Minuten den fünften Platz. Im Viertelfinale traf der Vierer dann auf die UdSSR. Trotz einer Steigerung auf 4:32,73 Minuten verlor die DDR-Mannschaft um 81 Hundertstelsekunden gegen die UdSSR und verpasste somit den Einzug ins Halbfinale. In der Einerverfolgung kam er auf den 13. Rang. Im gleichen Jahr gewann Heinz Richter seinen dritten DDR-Titel im Zeitfahren und in der Einzelverfolgung. Er gewann 1969 das Rennen The Golden Wheel, ein traditionsreiches internationales Bahnrennen in London.
Von 1970 bis 1972 erkämpfte er dreimal in Folge den DDR-Titel im Zweier-Mannschaftsfahren zusammen mit Thomas Huschke. Bei der Weltmeisterschaft 1970 erreichten Thomas Huschke, Heinz Richter, Herbert Richter und Manfred Ulbricht das Finale in der Mannschaftsverfolgung, nach dem Sieg des bundesdeutschen Vierers erhielt Richter mit Silber seine erste internationale Medaille. Ein Jahr später standen sich im Finale die Vierer aus Italien und aus der DDR gegenüber; Huschke, Herbert Richter, Heinz Richter und Uwe Unterwalder belegten erneut den zweiten Platz. Die dritte Silbermedaille beim Jahreshöhepunkt in Folge gewann der DDR-Vierer in der gleichen Besetzung wie 1971 bei den Olympischen Spielen in München hinter dem Vierer aus der Bundesrepublik Deutschland.
Heinz Richter, genannt „Heiri“, war gelernter Betriebsschlosser. Seine Schlosserlehre hatte er im Ost-Berliner RAW in der Revaler Straße absolviert. Nach seiner sportlichen Karriere wechselte er von der Volkspolizei zur Volksarmee und war dort Radsporttrainer in Prora. Nach der Wende in der DDR eröffnete er einen Fahrradladen in Bergen auf Rügen.
1972 wurde er für seine sportlichen Leistungen mit dem Vaterländischen Verdienstorden in Bronze ausgezeichnet.